# Alva Belmont
Alva Belmont, nata Alva Erskine Smith, e nota anche come Alva Vanderbilt dal 1875 al 1896 (Mobile, 17 gennaio 1853 – Parigi, 26 gennaio 1933), è stata un'importante multi-milionaria americana e una figura importante nel movimento del suffragio femminile.
Nota per le maniere aristocratiche che inimicava molte persone, era anche nota per la sua energia, l'intelligenza, le opinioni forti, e la volontà di sfidare le convenzioni. Sposò prima William Kissam Vanderbilt, da cui ebbe tre figli, e secondariamente Oliver Hazard Perry Belmont.

## Infanzia
Alva Erskine Smith nacque il 17 gennaio 1853 a Mobile, in Alabama, da Murray Forbes Smith, un mercante di cotone, e Phoebe Ann Desha. Murray Smith era il figlio di George Smith e Delia Forbes di Dumfries in Virginia. Phoebe Desha era la figlia del deputato USA Robert Desha ed Eleanor Shelby, entrambi originari della Contea di Sumner nel Tennessee.

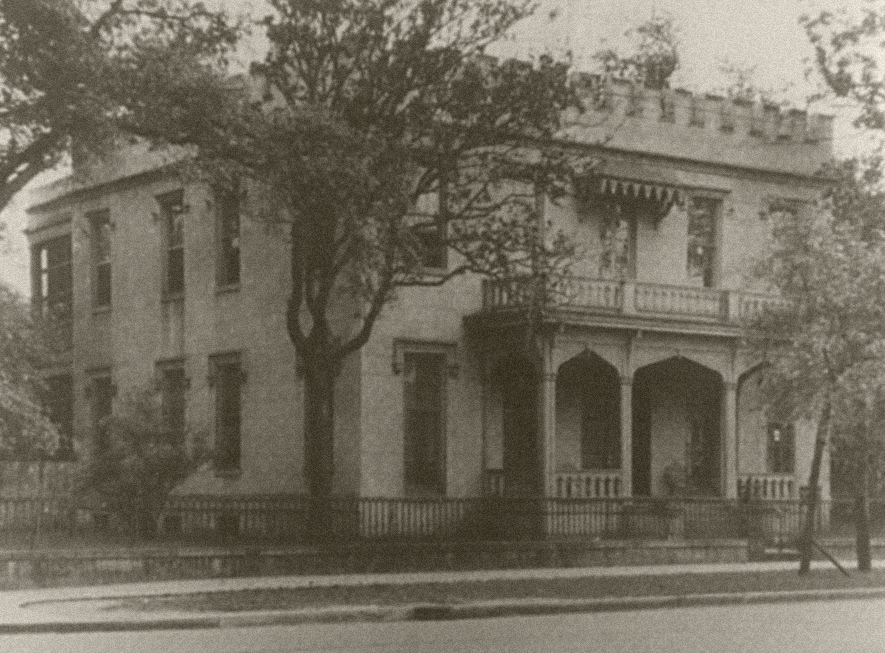
Il luogo di nascita di Alva, il Forbes Murray Smith House a 201 Government Street a Mobile (Alabama)

Alva era una dei loro sei figli. Due delle sue sorelle, Alice ed Eleanor, morirono entrambe da bambine prima che lei nascesse. Suo fratello, Murray Forbes Smith, Jr. morì nel 1857 e fu sepolto nel Cimitero di Magnolia a Mobile. Altre due sorelle, Armide Vogel Smith e Mary Virginia "Jennie" Smith, furono le uniche fra i suoi fratelli e sorelle a vivere fino all'età adultà. Jennie sposò prima il fratello della migliore amica d'infanzia di Alva, Consuelo Yznaga. In seguito al divorzio da Fernando Yznaga nel 1886, Jennie si risposò con William George Tiffany.
Da bambina, Alva trascorreva l'estate con i suoi genitori a Newport nel Rhode Island e li accompagnava nelle vacanze europee. Nel 1857 gli Smith lasciarono Mobile e si trasferirono a New York, dove si stabilirono per breve tempo in Madison Square. Quando Murray andò a Liverpool, per dirigere i suoi affari, la madre, Phoebe Smith, si trasferì a Parigi dove Alva frequentò un collegio a Neuilly-sur-Seine. Dopo la guerra civile, la famiglia Smith tornò a New York, dove sua madre morì nel 1869.

## Matrimoni

### Primo matrimonio

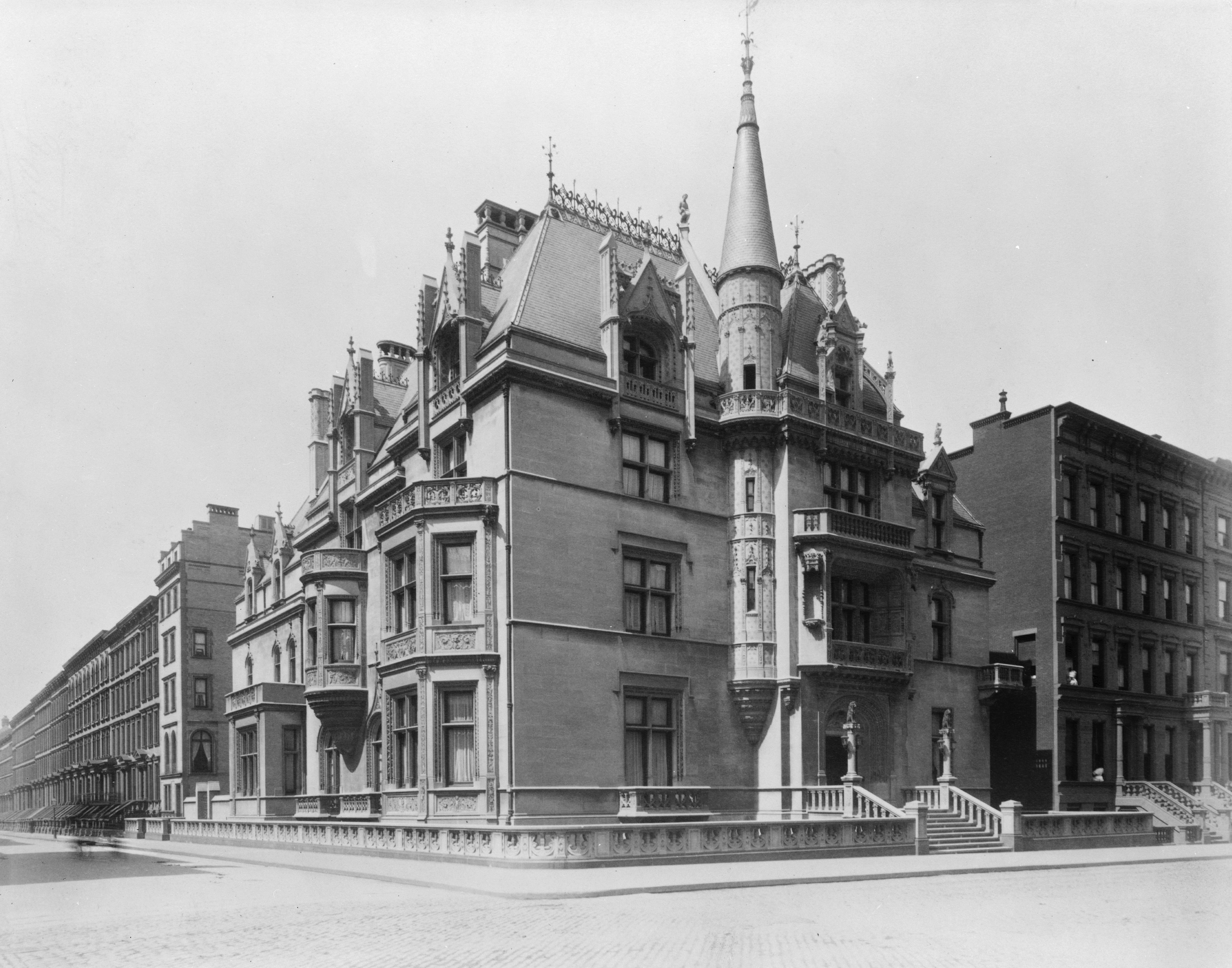
Il Petit Chateau di Vanderbilt al 660 Fifth Avenue a Manhattan.

Ad una festa per una delle figlie di William Henry Vanderbilt, la migliore amica della Smith, Consuelo Yznaga, la presentò a William Kissam Vanderbilt, nipote di Cornelius Vanderbilt. Il 20 aprile 1875, William e Alva si sposarono nella Calvary Church a New York.
La coppia avrebbe avuto tre figli. Consuelo Vanderbilt nacque il 2 marzo 1877, seguita da William Kissam Vanderbilt II il 2 marzo 1878, e Harold Stirling Vanderbilt il 6 luglio 1884. Alva avrebbe manovrato Consuelo per farle sposare Charles Spencer-Churchill, IX duca di Marlborough il 6 novembre 1895. Il matrimonio sarebbe stato annullato molto tempo dopo, su richiesta del Duca e con l'assenso di Consuelo, il 19 agosto 1926. L'annullamento fu interamente sostenuto da Alva, che testimoniò di aver costretto Consuelo al matrimonio. A questo punto Consuelo e sua madre goderono di un rapporto più semplice e più intimo. Consuelo sposò in seguito Jacques Balsan, un pioniere francese dell'aeronautica. William Kissam II sarebbe diventato il Presidente della New York Central Railroad alla morte di suo padre nel 1920. Harold Stirling si laureò alla Harvard Law School nel 1910, poi si unì alla New York Central Railroad Company di suo padre. Egli rimase l'unico rappresentante attivo della famiglia Vanderbilt nella New York Central Railroad, dopo la morte del fratello, fungendo da amministratore e membro del comitato esecutivo fino al 1954.

### Secondo matrimonio

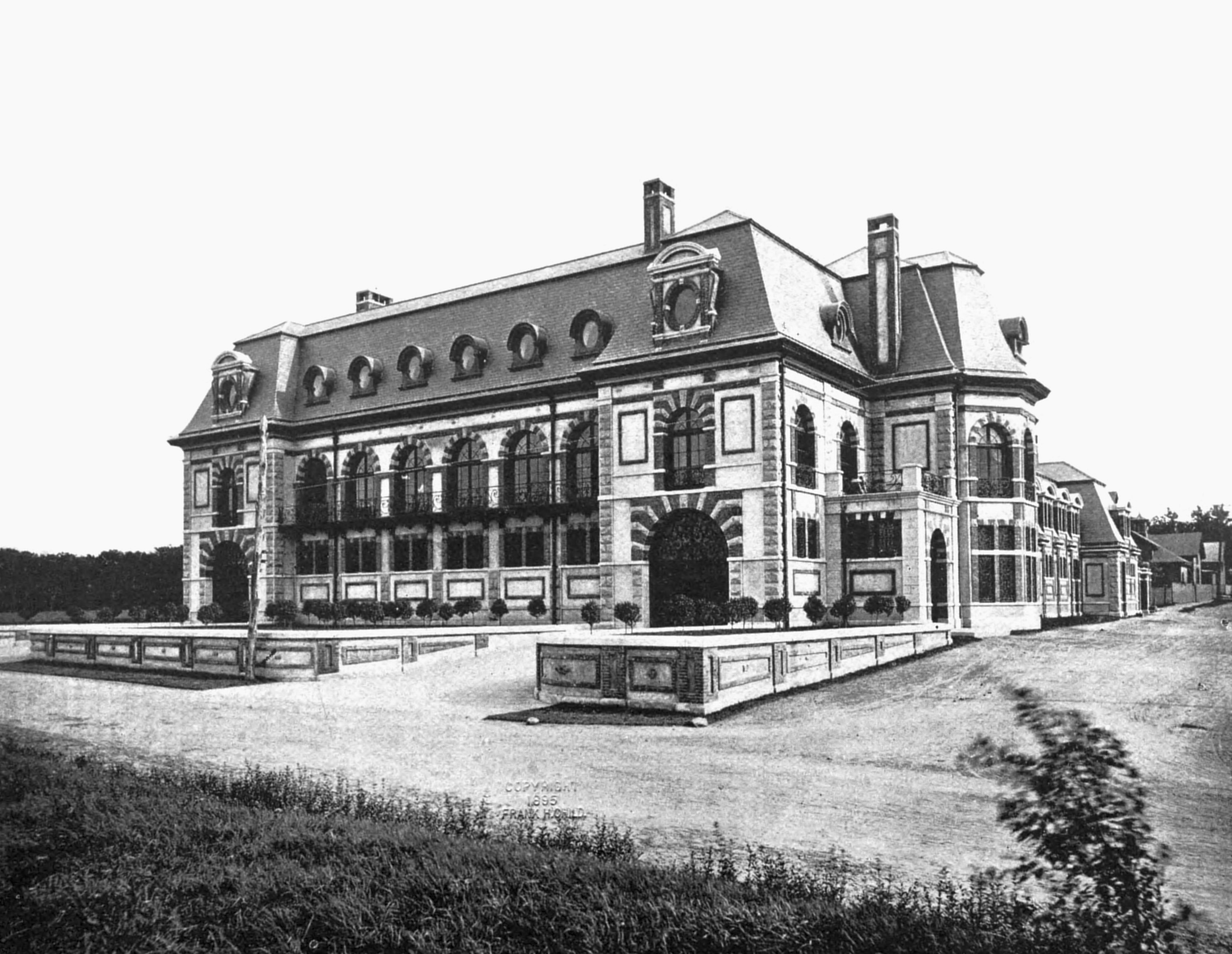
Belcourt Castle, la residenza estiva di Belmont a Newport, Rhode Island.

Alva Vanderbilt scandalizzò la società quando, nel marzo 1895, divorziò da suo marito, in un'epoca in cui il divorzio era raro tra le élite, e ricevette una grande liquidazione finanziaria che si diceva fosse al di sopra dei 10 milioni di dollari, oltre a diverse tenute. Già possedeva Marble House a titolo definitivo. La causa del divorzio erano le accuse di adulterio di William, tuttavia vi sono alcuni che ritengono che William avesse assunto una donna per fingere di essere la sua amante così che Alva divorziasse da lui.
Alva si risposò con Oliver Hazard Perry Belmont, un uomo di cinque anni più giovane di lei e uno dei vecchi amici del suo ex-marito, l'11 gennaio 1896. Oliver era un amico dei Vanderbilt dalla fine del decennio del 1880 e come William era un grande appassionato di vela e corse di cavalli. Li aveva accompagnati in almeno due lunghi viaggi a bordo del loro yacht Alva. Gli studiosi hanno scritto che sembra sia stato evidente a molti che lui e Alva erano attratti l'un dall'altro al loro ritorno da un viaggio del genere nel 1889. Egli era il figlio di August Belmont, un banchiere d'investimento ebreo di successo per conto della famiglia Rothschild, e di Caroline Perry, la figlia del Commodoro Matthew Calbraith Perry. Oliver morì improvvisamente nel 1908, Alva si dedicò alla nuova causa del movimento per il voto femminile dopo aver ascoltato una conferenza di Ida Husted Harper.

## Ultimi anni e morte
A partire dal 1920 visse in Francia per la maggior parte del tempo in modo da essere vicino alla figlia Consuelo. Restaurò il Castello d'Augerville del XVI secolo e lo usò come residenza.
Nel 1932 ebbe un ictus che la lasciò parzialmente paralizzata, e morì a Parigi di bronchite e disturbi cardiaci il 26 gennaio 1933. Al suo funerale a New York, vi erano tutte le necrofore femminili e un grosso contingente di suffragette. Venne sepolta con Oliver Belmont nel Mausoleo Belmont al Woodlawn Cemetery nel Bronx, New York.

## Citazioni
- "Prega Dio. Lei ti aiuterà."[12]
- "Prima ti sposi per soldi, poi ti sposi per amore."

## Nella cultura popolare
- Sembra che la vita di Alva Belmont abbia ispirato il personaggio di Bertha Russell, interpretato da Carrie Coon nella serie televisiva The Gilded Age.[13]